# Маломукачево
Маломука́чево (рос. Малоукачево, башк. Бәләкәй Моҡас) — присілок у складі Мелеузівського району Башкортостану, Росія. Входить до складу Мелеузівського сільської ради.
Населення — 193 особи (2010; 160 в 2002).
Національний склад:
- башкири — 85%